# Leonardo Visconti di Modrone
Hrabě Leonardo Visconti di Modrone (* 3. února 1947, Milano) je italský diplomat, který se od roku 2017 stal generálním guvernérem Řádu Božího hrobu.

## Stručný životopis
Po studiích hospodářských věd v Miláně, kde získal i doktorát, vstoupil v roce 1971 do diplomatických služeb Itálie, kde působil na různých místech, mj. ve Vídni a v Madridu jako velvyslanec. Je členem Řádu Božího hrobu, od roku 2014 členem Rady velmistra a od roku 2017 generálním guvernérem řádu a nositelem nejvyššího stupně, rytíř s kolanou.